# Pedaria segregis
Pedaria segregis är en skalbaggsart som beskrevs av Louis Albert Péringuey 1901. Pedaria segregis ingår i släktet Pedaria och familjen bladhorningar. Inga underarter finns listade i Catalogue of Life.